# Kygo
Kyrre Gørvell-Dahll (n. 11 septembrie 1991, Singapore), cunoscut și sub numele de scenă Kygo, este un DJ și producător muzical norvegian. Este cunoscut pentru remixul piesei I See Fire a lui Ed Sheeran, care a fost ascultat de mai mult de 33 de milioane de ori pe SoundCloud și de aproximativ 60 milioane de ori pe YouTube. Remixul a fost în Romania's Top 40 timp de 14 săptămâni, fiind pe locul doi pe 3 iunie 2014. piesa lui "Firestone" are peste 240 de milioane de vizualizări pe YouTube, iar 400 de milioane de ascultări pe aplicația suedeză de muzică Spotify, până în mai 2016. Kygo a acumulat peste 300 de milioane de vizualizări pe canalul său de SoundCloud și pe cel de YouTube.
Kygo a mai lansat după aceea mai multe piese, precum "ID", "Stole the Show", "Here for You", și "Stay", care au debutat pe mai multe topuri internaționale. Albumul de debut a lui Kygo, Cloud Nine, a fost lansat pe data de 13 mai 2016.

## Cariera

### Începuturile
Kygo a început să facă cursuri de pian încă de la vârsta de 6 ani. S-a oprit când avea 15-16 ani și a început să compună muzică cu Logic Studio și cu o  MIDI keyboard în timp ce urmărea tutoriale pe YouTube. Când s-a hotărât asupra faptului că tot ce vrea să facă este muzică, el era la jumătatea drumului pentru a dobândi o diplomă în finanțe și business la Universitatea Edinburgh’s Heriot-Watt în Scoția.

### 2015–prezent:Cloud Nine
În februarie 2015, piesa lui Kygo "ID" a fost adăugată în trailerul oficial al Ultra Music Festival. Aceeași piesă a fost adăugată în jocul FIFA 16, un joc video popular marca EA Sports. În august 2015, Kygo a fost cap de afiș la Lollapalooza în Chicago, unul dintre cele mai mari festivaluri de muzică din lume. Debutul său în televiziune a fost în cadrul showului The Late Late Show with James Corden în octombrie 2015.
În 21 martie 2015, și-a lansat cel de-al doilea single, intitulat "Stole the Show", care în 11 aprilie a acumulat 1,4 milioane de vizualizări online. În 31 iulie 2015, și-a lansat cel de-al treilea single "Nothing Left", împreună cu Will Heard. Piesa "Nothing Left" a ajuns pe locul 1 în topul pieselor în Norvegia. Pe data de 4 septembrie 2015, Kygo a lansat a patra piesă "Here for You", în colaborare cu Ella Henderson. Aceasta s-a dovedit a fi versiunea vocală a piesei "ID" care a fost lansată pe parcursul Ultra Music Festival.
Trei luni mai târziu, a lansat al cincilea single, "Stay", produs împreună cu colegul său norvegian care este un producător muzical William Larsen și cu Maty Noyes, care s-a ocupat de partea vocală. A fost lansat pe 4 decembrie 2015.
După lansarea piesei, Kygo a anunțat că se pornește într-un turneu pentru a-și promova albumul său de debut. După aceea a anunțat că albumul său de debut va fi lansat pe data de 19 februarie 2016, dar lansarea a fost întârziată. În schimb a lansat un teaser al pieselor la care lucra, care erau pe albumul său de debut și le-a făcut publice prin SoundCloud.
La începutul lunii martie 2016, și-a anunțat oficial și a confirmat data de lansare a albumului său, pe 13 martie 2016 lansându-l sub numele de Cloud Nine. A mai anunțat că o să mai lanseze încă trei piese odată cu lansarea albumului. Prima piesă, care a fost lansată pe data de 18 martie 2016, a fost intitulată "Fragile", care a fost făcută în colaborare cu Labrinth. Cel de-al doilea a fost lansat pe data de 1 aprilie 2016 și se numește "Raging", care este în colaborare pe partea vocală cu trupa irlandeză Kodaline și care a fost scris împreună cu James Bay. Cel de-al treilea și ultimul a fost lansat pe data de 22 aprilie 2016, "I'm In Love", în colaborare pe partea vocală cu James Vincent McMorrow.
Au fost incluse și alte colaborări cu Tom Odell, Foxes, RHODES, Matt Corby, Julia Michaels, Angus & Julia Stone și John Legend.

## Discografie

### Albume de Studio
| Titlu      | Detalii Album                                                                          | Poziții în topurile muzicale | Poziții în topurile muzicale | Poziții în topurile muzicale | Poziții în topurile muzicale | Poziții în topurile muzicale | Poziții în topurile muzicale | Poziții în topurile muzicale | Poziții în topurile muzicale | Poziții în topurile muzicale | Poziții în topurile muzicale |
| Titlu      | Detalii Album                                                                          | NICI                         | AUS                          | BEL                          | FIN                          | GER                          | NLD                          | SWE                          | SWI                          | Marea BRITANIE               | NOI                          |
| ---------- | -------------------------------------------------------------------------------------- | ---------------------------- | ---------------------------- | ---------------------------- | ---------------------------- | ---------------------------- | ---------------------------- | ---------------------------- | ---------------------------- | ---------------------------- | ---------------------------- |
| Cloud Nine | - Data de lansare: 13 mai 2016 - Casa De Discuri: Sony - Formate: CD, digital download | 1                            | 13                           | 9                            | 5                            | 6                            | 4                            | 2                            | 1                            | 3                            | 11                           |

### Single-uri
| Titlu                                                                                         | An   | Poziția minimă | Poziția minimă | Poziția minimă | Poziția minimă | Poziția minimă | Poziția minimă | Poziția minimă | Poziția minimă | Poziția minimă | Poziția minimă | Poziția minimă | Poziția minimă | Poziția minimă | Poziția minimă |
| Titlu                                                                                         | An   | NOR            | AUS            | AUT            | BEL (Vl)       | BEL (Wa)       | DEN            | FIN            | FRA            | GER            | ITA            | NLD            | SWE            | SWI            | UK             |
| --------------------------------------------------------------------------------------------- | ---- | -------------- | -------------- | -------------- | -------------- | -------------- | -------------- | -------------- | -------------- | -------------- | -------------- | -------------- | -------------- | -------------- | -------------- |
| „Younger (Kygo Remix)” (cu Seinabo Sey)                                                       | 2013 | 1              | —              | —              | —              | —              | —              | —              | —              | —              | —              | 25             | —              | —              | —              |
| „Cut Your Teeth” (cu Kyla La Grange)                                                          | 2014 | —              | —              | —              | —              | —              | —              | —              | —              | —              | —              | —              | —              | —              | —              |
| „Firestone” (featuring Conrad Sewell)                                                         | 2014 | 1              | 12             | 5              | 4              | 5              | 6              | 3              | 5              | 3              | 4              | 4              | 2              | 4              | 8              |
| „Stole the Show” (featuring Parson James)                                                     | 2015 | 1              | —              | 7              | 8              | 12             | 3              | 2              | 19             | 2              | 37             | 3              | 1              | 4              | 38             |
| „Nothing Left” (featuring Will Heard)                                                         | 2015 | 1              | 69             | 58             | —              | —              | 37             | 11             | 55             | 57             | —              | 81             | 14             | 26             | 79             |
| „Here for You” (featuring Ella Henderson)                                                     | 2015 | 9              | 99             | 58             | 50             | 48             | 26             | —              | 55             | 47             | —              | 12             | 16             | 17             | 18             |
| „Stay” (featuring Maty Noyes)                                                                 | 2015 | 2              | 67             | 30             | 24             | 2              | 14             | 14             | 93             | 38             | 27             | 10             | 3              | 11             | 20             |
| „—” reprezintă faptul că single-ul nu a apărut în top sau nu a fost lansat pe acel teritoriu. |      |                |                |                |                |                |                |                |                |                |                |                |                |                |                |

### Single-uri promoționale
| „ID - Ultra Music Festival Anthem”                                          | 2015 | 31 | 83 | 76 |
| „I See Fire”                                                                | 2015 | —  | —  | —  |
| „—” reprezintă faptul că single-ul nu a apărut în top sau nu a fost lansat. |      |    |    |    |

### Piese originale
| An   | Titlu                               |
| ---- | ----------------------------------- |
| 2013 | „Laber Bris (For Many Years)”       |
| 2013 | „Epsilon"                           |
| 2013 | „For Many Years"                    |
| 2014 | „Firestone” feat. Conrad            |
| 2015 | „Stole the Show” feat. Parson James |
| 2015 | „Nothing Left” feat. Will Heard     |
| 2015 | „Here for You” feat. Ella Henderson |
| 2015 | „Stay” feat. Maty Noyes             |

### Remixuri
| An   | Titlu                          | Artistul original             |
| ---- | ------------------------------ | ----------------------------- |
| 2013 | „Stay”                         | Rihanna feat. Mikky Ekko      |
| 2013 | „The Wilhelm Scream”           | James Blake                   |
| 2013 | „Limit to Your Love”           | James Blake                   |
| 2013 | „Let Her Go”                   | Passenger                     |
| 2013 | „Brother”                      | Matt Corby                    |
| 2013 | „Resolution”                   | Matt Corby                    |
| 2013 | „Caravan”                      | Passenger                     |
| 2013 | „Jolene”                       | Dolly Parton                  |
| 2013 | „Angels”                       | The xx                        |
| 2013 | „No Diggity” vs. „Thrift Shop” | Ed Sheeran and Passenger      |
| 2013 | „Can't Afford It All”          | Jakubi                        |
| 2013 | „Electric Feel”                | Henry Green                   |
| 2013 | „Dancer”                       | Didrik Thulin                 |
| 2013 | „I Don't Like You”             | Eva Simons                    |
| 2013 | „High for This”                | Ellie Goulding                |
| 2013 | „Sexual Healing”               | Marvin Gaye                   |
| 2013 | „I See Fire”                   | Ed Sheeran                    |
| 2014 | „Younger”                      | Seinabo Sey                   |
| 2014 | „Cut Your Teeth”               | Kyla La Grange                |
| 2014 | „Miami 82”                     | Syn Cole feat. Madame Buttons |
| 2014 | „Wait”                         | M83                           |
| 2014 | „Shine”                        | Benjamin Francis Leftwich     |
| 2014 | „Midnight”                     | Coldplay                      |
| 2014 | „Often”                        | The Weeknd                    |
| 2014 | „Dirty Paws”                   | Of Monsters and Men           |
| 2015 | „Coming Over”                  | James Hersey                  |

## Premii și nominalizări
| An   | Premii                               | Categorie                          | Piesă/Artist     | Rezultat     |
| ---- | ------------------------------------ | ---------------------------------- | ---------------- | ------------ |
| 2015 | YouTube Music Awards                 | YouTube Music Video Award          | "Stole The Show" | Câștigat     |
| 2015 | MTV Europe Music Awards              | Best Norwegian Act                 | Kygo             | Nominalizare |
| 2016 | International Dance Music Awards     | Best Break-Through DJ              | Kygo             | Câștigat     |
| 2016 | International Dance Music Awards     | Best Break-Through Artist (Solo)   | Kygo             | Câștigat     |
| 2016 | International Dance Music Awards     | Best Chillout/Lounge Track         | "Stole The Show" | Câștigat     |
| 2016 | Spelleman Awards                     | Spellemann of the year             | Kygo             | Câștigat     |
| 2016 | Spelleman Awards                     | Newcomer of the year / Gramo Grant | Kygo             | Nominalizare |
| 2016 | Spelleman Awards                     | Music Video of the Year            | "Stole The Show" | Nominalizare |
| 2016 | Spelleman Awards                     | Song of the year                   | "Stole The Show" | Câștigat     |
| 2016 | Spelleman Awards                     | Song of the year                   | "Firestone"      | Nominalizare |
| 2016 | Electronic Music Awards & Foundation | Best New Artist                    | Kygo             | În așteptare |
| 2016 | Electronic Music Awards & Foundation | Single of the Year                 | "Stole The Show" | În așteptare |